# 庫特爾沃
庫特爾沃（西班牙語：Cutervo），是秘魯的城鎮，位於該國北部卡哈馬卡大區，處於安第斯山脈東坡，是庫特爾沃省的首府，海拔高度2,637米，始建於1560年8月15日，2012年人口61,340。